# Bricchetti da biomassa

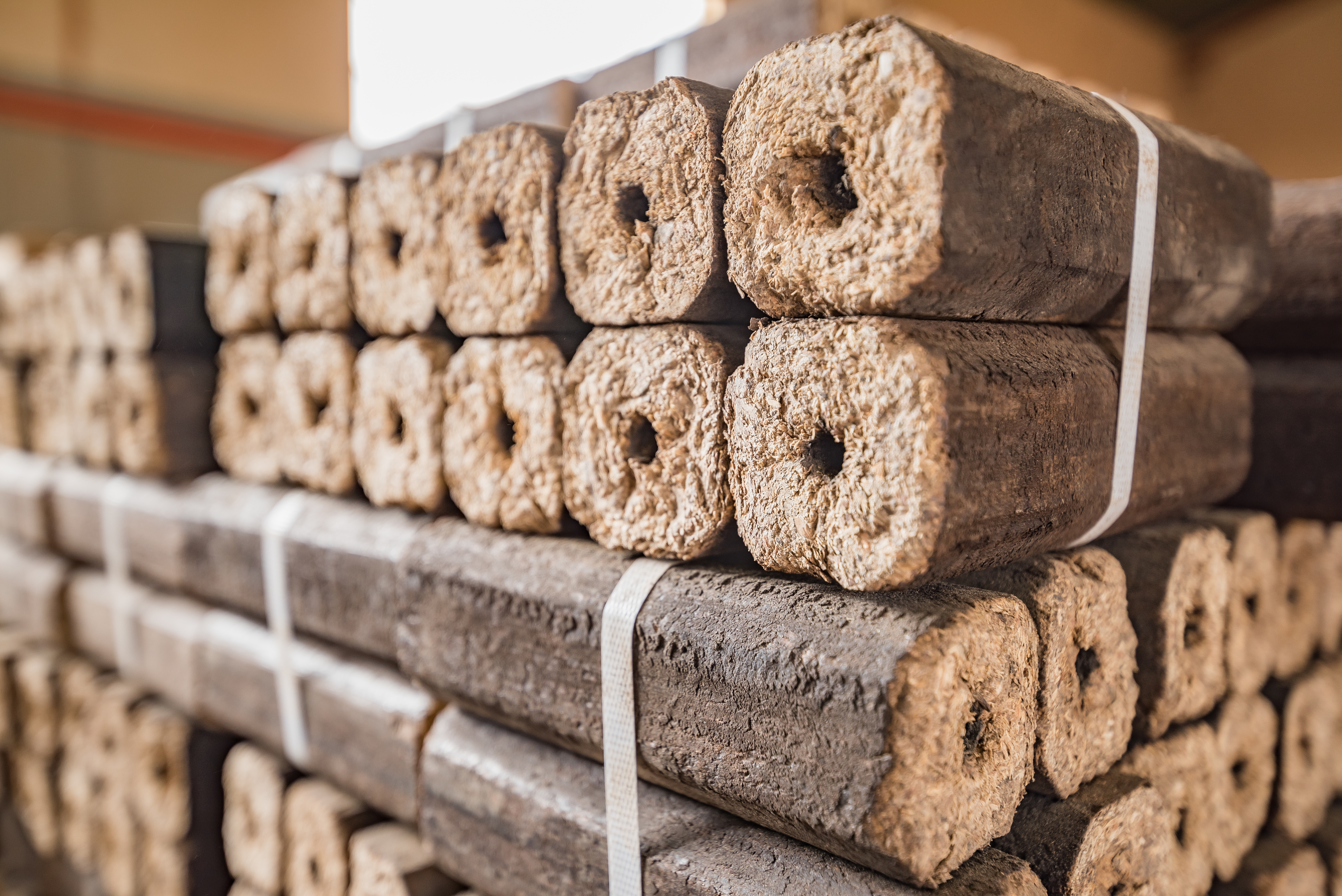
Bricchetti di trucioli di legno

I bricchetti da biomassa sono un biocombustibile sostituto del carbone fossile e carbone vegetale.
Nei paesi in via di sviluppo che non hanno accesso ad altre fonti di combustibili, i bricchetti vengono utilizzati per il riscaldamento, per cucinare e per la generazione di elettricità. Nei paesi sviluppati i bricchetti vengono utilizzati nelle caldaie industriali per produrre elettricità dal vapore.

## Composizione e produzione
I bricchetti da biomassa sono per lo più costituiti da rifiuti verdi e materiali organici compressi, tra cui lolla di riso, bagassa, gusci di frutta secca, rifiuti solidi urbani, rifiuti agricoli. La composizione dei bricchetti varia a seconda della zona in base alla disponibilità di materie prime. Le materie prime vengono raccolte e compresse in bricchetti per bruciare più a lungo e facilitarne il trasporto.
Questo tipo di bricchetti sono molto diversi dal carbone perché non hanno grandi concentrazioni di sostanze carboniose e materiali aggiunti. Rispetto ai combustibili fossili, i bricchetti producono basse emissioni totali nette di gas serra perché i materiali utilizzati fanno già parte del ciclo del carbonio.
Una delle variabili più comuni del processo di produzione di bricchetti da biomassa è il modo con il quale la biomassa viene essiccata. I produttori possono utilizzare la torrefazione, la carbonizzazione o vari gradi di pirolisi. I ricercatori hanno concluso che la torrefazione e la carbonizzazione sono le forme più efficienti di essiccazione della biomassa, ma l'uso dei bricchetti determina quale metodo dovrebbe essere utilizzato.
La compattazione è un altro fattore che influenza la produzione. Alcuni materiali bruciano in modo più efficiente se compattati a basse pressioni, come i residui della macinatura del mais; altri materiali come la paglia frumento e d'orzo richiedono elevate pressioni per produrre calore.
Esistono anche diverse tecnologie di pressatura che possono essere utilizzate. Una pressa a pistone viene utilizzata per creare bricchetti solidi per una vasta gamma di scopi. L'estrusione a vite viene utilizzata per compattare la biomassa in bricchetti sciolti e omogenei che vengono sostituiti al carbone nella co-combustione. Questa tecnologia crea bricchetti di forma toroidale (o simili a ciambelle). Il foro al centro dei bricchetti consente una superficie più ampia, creando una velocità di combustione più elevata.

## Storia
Gli esseri umani usano i bricchetti da biomassa sin dalla preistoria. Sebbene inefficiente, la combustione della biomassa creava calore sufficiente per cucinare e riscaldarsi.
La produzione industriale dei bricchetti risale alla seconda metà del XIX secolo: nel 1865 veniva segnalata una macchina per produrre bricchetti dalla torba.
L'uso di vari tipi di bricchetti di origine organica sembra essere stato comune sia durante la Prima guerra mondiale che durante la Grande depressione degli anni trenta, a causa della scarsità di carburanti.
La tecnologia di bricchettatura per estrusione a vite è stata inventata e sviluppata in Giappone nel 1945, per la produzione di bricchetti dalla segatura, noti come "Ogalite".
L'uso di bricchetti come biocombustibile, principalmente nell'industria, è stato rivitalizzato a seguito della crisi petrolifera del 1973 e del 1979, soprattutto in Scandinavia, Stati Uniti e Canada.

## Co-combustione
La co-combustione si riferisce alla combustione di due diversi tipi di materiali. Il processo viene utilizzato principalmente per ridurre le emissioni di CO₂ (anidride carbonica) nonostante la conseguente minore efficienza energetica e costi variabili più elevati. La combinazione di materiali di solito contiene una sostanza ad alta emissione di carbonio come il carbone e un materiale a minore emissione di CO₂ come la biomassa. Anche in presenza di una ulteriore emissione di CO₂, dovuta alla combustione della biomassa, il carbonio netto emesso è quasi trascurabile. Ciò è dovuto al fatto che il materiale raccolto per la composizione dei bricchetti è ancora contenuto nel ciclo del carbonio mentre la combustione di combustibili fossili rilascia CO₂ sequestrata nel tempo. Le caldaie nelle centrali elettriche sono tradizionalmente riscaldate dalla combustione del carbone, ma se si utilizza la co-combustione, le emissioni di CO₂ diminuiscono pur mantenendo il calore immesso nella caldaia. L'implementazione della co-combustione richiede poche modifiche alle caratteristiche delle centrali tradizionali, in quanto verrebbe modificato solo il combustibile per la caldaia. Sarebbe necessario un investimento modesto per utilizzare i bricchetti da biomassa nel processo di combustione.
La co-combustione è considerata il mezzo di biomassa più efficiente in termini di costi. Quando si implementa la co-combustione in una caldaia si avrà una velocità di combustione più elevata rispetto alla combustione di sola biomassa. La biomassa compressa è anche molto più facile da trasportare poiché è più densa, consentendo quindi di trasportare più biomassa per spedizione rispetto alla biomassa sfusa. Alcune fonti concordano sul fatto che una soluzione a breve termine per il problema delle emissioni di gas serra potrebbe risiedere nella co-combustione.

## Confronto con il carbone
L'uso di bricchetti da biomassa è in costante aumento poiché le industrie realizzano i vantaggi della riduzione dell'inquinamento con il loro uso. I bricchetti forniscono un potere calorifico più elevato rispetto al carbone, quando vengono utilizzati per alimentare caldaie industriali. Con un potere calorifico più elevato, i bricchetti fanno risparmiare in media il 30-40% del costo del combustibile.
L'uso dei bricchetti è sempre più perseguito da industrie e fabbriche di tutto il mondo, costituendo una fonte di combustibile libera dalla dipendenza dall'estero e meno inquinante della combustione dei combustibili fossili.
Dal punto di vista ambientale, l'uso di bricchetti di biomassa produce molti meno gas serra, tra il 13,8% e il 41,7% di CO₂ e NOx (ossidi di azoto).
C'è stata anche una riduzione tra l'11,1% e il 38,5% delle emissioni di SO2 (anidride solforosa) rispetto al carbone di tre diversi produttori: EKCC Coal (Kentucky), Decanter Coal e Alden Coal (Pennsylvania).
I bricchetti da biomassa sono anche abbastanza resistenti alla degradazione dell'acqua, un miglioramento rispetto alle difficoltà incontrate con la combustione del carbone umido. Tuttavia, i bricchetti sono utilizzati al meglio solo come supplemento al carbone. L'uso della co-combustione crea un'energia inferiore a quella del solo carbone, ma emette meno sostanze inquinanti e riduce il rilascio di carbonio precedentemente sequestrato.
Il continuo rilascio di carbonio e altri gas serra nell'atmosfera porta ad un aumento delle temperature globali. L'uso della co-combustione non arresta questo processo ma diminuisce le emissioni delle centrali a carbone.

## Normativa ISO
I bricchetti da biomassa sono classificati dalla norma ISO 17225-3:2021 del febbraio 2021.